# Kusatsu
Kusatsu (japanska: 草津市  ?, Kusatsu-shi) är en stad i Shiga prefektur i Japan. Staden fick stadsrättigheter 1954. 
Det är den näst största staden i prefekturen.

## Vänort
Pontiac, USA. 